# Juliane Vogel
Juliane Vogel (geboren 1959 in Mainz) ist eine deutsche Literaturwissenschaftlerin und Professorin für Neuere Deutsche Literatur und Allgemeine Literaturwissenschaft an der Universität Konstanz.

## Leben
Juliane Vogel wurde 1959 in Mainz geboren und studierte Germanistik und Anglistik an der Universität Wien und der Albert-Ludwigs-Universität Freiburg. Sie wurde 1987 in Wien promoviert und war bis 2007 Assistentin und später Assistenzprofessorin und Außerordentliche Professorin an der Universität Wien. 2001 habilitierte sie sich mit einer Arbeit über die Tragödie des 19. Jahrhunderts. Es folgten Forschungsaufenthalte am Internationalen Forschungszentrum Kulturwissenschaften in Wien und an der University of California, Berkeley. Zudem war sie in den Jahren 2003 und 2004 Gastprofessorin an der Ludwig-Maximilians-Universität München.
2007 wurde sie auf die Professur für Neuere Deutsche Literatur und Allgemeine Literaturwissenschaft an der Universität Konstanz berufen. Von 2007 bis 2011 war sie mehrfach Gastprofessorin an der Princeton University sowie seit 2014 an der University of Chicago. Von 2013 bis 2019 war sie Mitglied im Vorstand des Konstanzer Exzellenzclusters „Kulturelle Grundlagen von Integration“, 2018 war sie Fellow in der DFG-geförderten Kolleg-Forschungsgruppe „BildEvidenz. Geschichte und Ästhetik“ der FU Berlin und von 2018 bis 2019 forschte sie als Fellow am Wissenschaftskolleg zu Berlin.
2020 wurde Juliane Vogel mit dem Gottfried Wilhelm Leibniz-Preis „für Arbeiten, die in historischer und systematischer Hinsicht Maßstäbe setzen für eine kulturwissenschaftlich inspirierte und hermeneutisch ausgerichtete Literatur- und Theaterwissenschaft mit internationaler Ausstrahlung“ ausgezeichnet. 2020 wurde sie auch Mitglied der Academia Europaea.

## Publikationen (Auswahl)

### Buchveröffentlichungen
- Elisabeth von Österreich. Momente aus dem Leben einer Kunstfigur. Verlag Christian Brandstätter, Wien 1992. Überarbeitete Neuauflage im Verlag neue kritik, 1998.
- Die Furie und das Gesetz. Zur Dramaturgie der „großen Szene“ in der Tragödie des 19. Jahrhunderts. Rombach, Freiburg 2002 (=Reihe Litterae).
- Aus dem Grund: Auftrittsprotokolle zwischen Racine und Nietzsche. Fink Verlag, Paderborn 2017.

### Aufsätze (Auswahl)
- Verstrickungskünste. Lösungskünste. Zur Geschichte des dramatischen Knotens. In: Poetica 3–4, 2008, S. 269–288.
- Kampfplatz spitzer Gegenstände. Schreiben und Schreiben um 1900. In: Helmut Lethen (Hrsg.) Konstellationen – Versuchsanordnungen des Schreibens, Vienna University Press, Wien 2013, S. 67–81.

### Herausgeberschaften
- Juliane Vogel und Sabine Schneider (Hrsg.): Epiphanie der Form. Goethes »Pandora« im Licht seiner Form- und Kulturkonzepte. Wallstein Verlag, 2018.
- Bettine Menke, Juliane Vogel (Hrsg.): Flucht und Szene. Perspektiven und Formen eines Theaters der Fliehenden. Verlag Theater der Zeit, Berlin 2018.
- Juliane Vogel, Christopher Wild (Hrsg.): Auftreten: Wege auf die Bühne. Verlag Theater der Zeit, Berlin 2014.
- Thomas Eder, Juliane Vogel (Hrsg.): Lob der Oberfläche. Zum Werk von Elfriede Jelinek. Fink Verlag, München 2010.
- Thomas Eder, Juliane Vogel (Hrsg.): verschiedene sätze treten auf. Die Wiener Gruppe in Aktion. Paul Zsolnay Verlag, Wien 2008.
- Wolfgang Ullrich, Juliane Vogel (Hrsg.): Weiß. Fischer, Frankfurt/Main 2003.
- Michael Rohrwasser, Gisela Steinlechner, Juliane Vogel, Christiane Zintzen (Hrsg.): Freuds Pompejanische Muse. Beiträge zu Wilhelm Jensens Novelle “Gradiva”. Wien: Sonderzahl, Wien 1996.
- (Hrsg.): Hugo von Hofmannsthal: Operndichtungen. Salzburg 1994 (Österreichische Bibliothek).
- (Hrsg.): Wolfgang Amadeus Mozart: Die Bäsle-Briefe. Reclam, Stuttgart 1993.
- (Hrsg.): Wolfgang Amadeus Mozart: Lettere alla Cugina. Traduzione di Claudio Groff. Postfazione e note di Juliane Vogel. Milano 1991.

## Belege
1. ↑  Juliane Vogel, Porträt auf der Website des Wissenschaftskolleg zu Berlin; abgerufen am 3. Januar 2020.
2. 1 2 3  Gottfried Wilhelm Leibniz-Preis für Prof. Dr. Juliane Vogel. Pressemitteilung der Universität Konstanz, 5. Dezember 2019; abgerufen am 3. Januar 2020.
3. 1 2  Gottfried Wilhelm Leibniz-Preise 2020. Pressemitteilung der DFG, 5. Dezember 2019; abgerufen am 3. Januar 2020.
4. ↑  Academy of Europe: Vogel Juliane. Abgerufen am 26. Juni 2021.

| Personendaten    | Personendaten                                   |
| ---------------- | ----------------------------------------------- |
| NAME             | Vogel, Juliane                                  |
| KURZBESCHREIBUNG | deutsche Literatur- und Kulturwissenschaftlerin |
| GEBURTSDATUM     | 1959                                            |
| GEBURTSORT       | Mainz                                           |